# EC 1.17.3
La EC 1.17.3 è una sotto-sottoclasse della classificazione EC relativa agli enzimi. Si tratta di una sottoclasse delle ossidoreduttasi che include enzimi che agiscono su gruppi CH o CH2 con ossigeno come accettore di elettroni.

## Enzimi appartenenti alla sotto-sottoclasse
| numero EC   | nome accettato                   |
| ----------- | -------------------------------- |
| EC 1.17.3.1 | pteridina ossidasi               |
| EC 1.17.3.2 | xantina ossidasi                 |
| EC 1.17.3.3 | 6-idrossinicotinato deidrogenasi |